# OpenSocial
OpenSocial是一套为基于web的社交网络服务提供的API。由Google、MySpace和其他一些社交网络服务共同开发。
OpenSocial于2007年11月1日发布。

部署OpenSocial APIs的程序可以与任何支持这些API的系统互操作性，包括在Hi5.com、MySpace、orkut、Netlog、Sonico.com、Friendster、Ning和Yahoo!网站上的功能。

## 结构
OpenSocial基于HTML、JavaScript和Google Gadgets框架，为社交应用提供4个API来读取数据和社交网络的核心功能。每个API涉及一个方面：一个是通用的JavaScript API、一个是用于读取好友和关系信息的API、一个是用于发布和读取用户活动的API、和用於維持（這是給無伺服器狀態應用程式的簡單關鍵值配對資料）。

## 历史

### 发展
OpenSocial曾被传言是Google倡议的代号为"Maka-Maka"的更大的社交网络的一部分。
最初公开发行的API版本为0.5，紧接着在2007年12月21日发布了0.6版。 2008年2月4日，0.7版发布。2008年5月28日，0.8版发布。2009年4月16日，0.9版发布。2010年3月15日，1.0版发布。

### 部署
在OpenSocial发布时，合作伙伴承诺支持OpenSocial API，包括社交网络公司Bebo、Engage.com（页面存档备份，存于）、Friendster、hi5、Hyves、imeem、NetModular、mixi、MySpace、Ning、orkut、Plaxo、QuePasa、phpFox、Six Apart、Freebar.com（页面存档备份，存于）；同时还包括商业导向网络公司LinkedIn、Tianji、Salesforce.com、Viadeo（页面存档备份，存于）、Oracle和XING。Plaxo和Ning在OpenSocial发布当天就支持了OpenSocial，Plaxo对其Pulse功能加入了OpenSocial支持，而Ning加入了OpenSocial基本支持，早于其早前宣布的在2007年末到2008年初加入支持。
在OpenSocial发布时已经部署了API的程序包括Flixster、FotoFlexer、iLike、Newsgator（页面存档备份，存于）、RockYou、Slide、Theikos（页面存档备份，存于）和VirtualTourist。
最初OpenSocial在安全上有漏洞，一个自称业余的开发者展示了Plaxo上RockYou挂件以及使用iLike挂件的Ning的exploit。.
2008年3月25日，Yahoo! 宣布加入。

### 批评
儘管在新聞報導中受到極度的歡迎，OpenSocial在初期運行的並不好；它只在Google的Orkut上運作，只有很少的工具，而且某些工具會傳回錯誤訊息。其他網路還在研究架構的使用。
根據TechCrunch在2007年11月5日的報導，OpenSocial也被破解了。據其報導，破解Ning上根基於OpenSocial的iLike的總共只花了20分鐘。攻擊者有辦法增加或移除使用者的播放表單上的歌曲，並查看他們的資料和朋友。
在12月6日，TechCrunch接著有了一篇MediaPops創建者拉斯·惠特曼（Russ Whitman）的報導，他聲稱「雖然我們一開始感到相當興奮，但我們已經知道艱辛的道路只是把本來就有限的釋出更加限制了」。他又補充說「核心功能元件」失蹤而且「寫一次，傳的遠」（"write once, distribute broadly"）並不精確。

### 背景
OpenSocial時常被描述為比Facebook專有的社交網路服務Facebook Platform更開放的跨平台選擇。在2007年5月Facebook Platform啟用以後，隨著2007年7月中併購新興的桌面工具網站公司Parakey，快速成長的Facebook被廣泛報導為Google在建立和使用一個無所不在的網頁作業系統（Web operating system）的挑戰對手。和在2007年9月網頁點閱量世界第二的Facebook比起來，Google的社交網路orkut在該月落居第六，而半數以上的使用者住在巴西。
關於兩間公司之間競爭的報導隨著Facebook在Google原先排定要宣布他的社交網路的前一天（2007年11月6日）排定了一個網路廣告新計畫（叫做Facebook Ads）而升溫。這新計畫包含廣告服務和瞄準程式（分別叫做Facebook Social Ads and Facebook Insights）以對抗Google領導市場的AdSense和AdWords程式。
使用OpenSocket的話，使用者就可以在Facebook裡使用OpenSocial的小工具。